# 新興産業 (建材)
新興産業株式会社（しんこうさんぎょう）はかつて存在した建材会社。2003年に倒産。
かつて同名であった繊維メーカー（現・東洋紡STC）とは人材・資本関係は一切ない。

## 概要
1976年設立。本社は東京都渋谷区代々木にあったが、その後渋谷区渋谷の自社ビルへ移転し、末期には港区へ移転。
社員のノルマが大変厳しく、その強引な訪問販売も問題となった。1995年秋には、さいでりあ商法が週刊誌で悪徳商法に取り上げられ社会問題となった。翌1996年、テレビ宣伝の自粛を求められると、業界内での競争の激化も相まって急速に売上が減少していった。不動産業等他業種への参入を計り、事業所の縮小も行っていくが、経営は改善せず、2003年1月に1回目の不渡り手形を出して経営破綻となり事業を停止、その直後に2回目の不渡りを出して倒産した。負債総額は約220億円。同年1月14日付で解散し清算会社となった。
2005年11月11日破産手続開始決定。2013年3月時点では破産手続は継続していたが、法人番号の指定はなされていないため、2015年までに終結したとみられる。
なお、別法人が「さいでりあ」「やねでりあ」など建材商品の商標、意匠、特許権を買い取り、新事業として2003年10月に株式会社さいでりあを設立しているが、新興産業とは買い取り以外の関係はない。その後、同社は2021年3月3日に自己破産した。

## 代表者
- 安田修（やすだ おさむ）

倒産以前は日本中央競馬会（JRA）の馬主としても知られ、シンコウラブリイやシンコウフォレスト、シンコウキングなど冠名「シンコウ」の競走馬を所有していた。

## 事業
外壁材『さいでりあ』や屋根材『やねでりあ』を全国発売していたことで知られる。1991年から放送された、作曲家でタレント、俳優の小林亜星を起用した「パッ!とさいでりあ」のCMが人気を集め、CMソングはシングルCDとしても発売された。このCMには、その他に俳優の古谷一行も出演していた。
なお、設立当初はガス漏れ警報器の販売を行っていたが、後にリフォーム業に進出。約25年にわたり、外壁材・屋根材を中心に、販売・施工の事業を行う。社長の安田が一代で全国63店舗・2000名の社員を有する会社とし、最盛期1995年には500億円以上の年商を誇り、業界最大手とし業績を伸ばした。

## 提供番組
- JNNニュースの森（～1996年3月）
  - 1994年10月から1995年3月まで日本LPガス団体協議会、同年4月から1996年3月までは日本生命と共同で隔日のナショナルスポンサーを務めていた。
- 筑紫哲也NEWS23
- 上岡龍太郎がズバリ!
- 午後は○○おもいッきりテレビ
- FNNスーパータイム→FNNニュース555　ザ・ヒューマン
- NNN日曜夕刊
- サンデープロジェクト

など。
北海道地区はグループ会社である北海道新興産業株式会社（2006年に自己破産）、静岡県を除く東海地区では同じくグループ会社の名古屋新興株式会社のCMに差し替え。